# Ferenc Csipes
Ferenc Csipes (ur. 8 marca 1965 w Budapeszcie) – węgierski kajakarz, wielokrotny medalista olimpijski.
Na igrzyskach startował trzykrotnie (IO 88, IO 92, IO 96), za każdym razem sięgając po medale. W 1988 zdobył złoto w kajakowych czwórkach, cztery i osiem lat później Węgrzy w tej konkurencji zajmowali drugie miejsce. W Seulu był także brązowym medalistą w dwójkach. Ma w dorobku szereg (szesnaście) medali mistrzostw świata, wywalczonych na różnych dystansach w latach 1985-1994, w tym osiem złotych.